# Parafia Opatrzności Bożej w Bielsku-Białej
Parafia pw. Opatrzności Bożej w Bielsku-Białej – parafia rzymskokatolicka znajdująca się w Bielsku-Białej. Należy do Dekanatu Bielsko-Biała I – Centrum diecezji bielsko-żywieckiej. Jest prowadzona przez księży diecezjalnych.

## Historia
W 1708 r. pierwszy burmistrz Białej i najbogatszy wówczas kupiec, handlujący płótnem – Baltazar Damek – ufundował miejscu obecnego kościoła parafialnego kaplicę pod wezwaniem Opatrzności Bożej i bractwo Opatrzności Bożej, któremu długo przewodniczył. Powstała ona w miejscu krzyża, który Damek postawił po tym, jak cudem uniknął śmierci z rąk szwedzkiego żołnierza.
Obecny kościół powstał w latach 1760–1769 wg projektu Jana Józefa Polaczka przez Gotfryda Bergera i Jana Fiebera, w otoczeniu istniejącego tu cmentarza. Świątynię ufundował starosta lipnicki Henryk Brühl dla bialskiej placówki zakonu jezuitów. Do 1773 r., kiedy zakon skasowano, kościołowi patronował św. Ignacy Loyola, potem nadano mu obecne wezwanie.
Parafia Opatrzności Bożej w Białej została erygowana w 1789 roku, a kościół ostatecznie poświęcono w 1792.
Na przełomie XIX i XX wieku Kościół Opatrzności Bożej stał się miejscem polsko-niemieckiej walki narodowościowej (o napisy, msze i uroczystości polskie), zakończonej zmajoryzowaniem świątyni przez ludność polską po 1918 r.